# چستر (کنکتیکت)
چستر (به انگلیسی: Chester) یک منطقهٔ مسکونی در ایالات متحده آمریکا است که در شهرستان میدلسکس، کنتیکت واقع شده‌است. چستر ۴۳٫۵ کیلومتر مربع مساحت و ۳٬۹۹۴ نفر جمعیت دارد و ۱۱۰ متر بالاتر از سطح دریا واقع شده‌است.